# Neatsville
Neatsville ist ein Ort auf gemeindefreiem Gebiet im Adair County im US-Bundesstaat Kentucky. Er befindet sich an der Kreuzung der Kentucky Route 206 und der Kentucky Route 76 auf einer Höhe von 215 m (705 Fuß).
Aus unbekannten Gründen wurde der Name der Stadt von 1876 bis zur Schließung des Postamtes im Jahr 1886 als Neetsville buchstabiert. In seiner frühen Geschichte von etwa 1810 bis 1900 wuchs Neatsville allmählich zu einem etablierten, als Town eingetragenen Ort heran. Die Siedlung wurde im Laufe der Jahre zweimal verlegt, einmal aufgrund von Überschwemmungen um 1900–1902, die die Stadt dezimierten, und einmal in den 1960er-Jahren, als der Green River aufgestaut wurde, um Platz für den Green-River-Stausee zu schaffen.

## Geschichte
In verschiedenen Quellen und Berichten wird Neatsville als Dorf, als Postdorf, als Weiler und als Town bezeichnet und zwar zu verschiedenen Zeiten seiner Geschichte.
Die Gemeinde wurde in den frühen 1800er Jahren von den Neats besiedelt, wobei Randolph Neat der erste war, der dort Land erwarb. Im Laufe der Zeit wuchs die Gemeinde und umfasste mehrere Geschäfte, ein Hotel, eine Arztpraxis, Mühlen, ein Sägewerk, Brennereien, einen Saloon, eine Saline, eine Küferei, eine Krempelmaschine und eine Freimaurerloge. Am 23. Februar 1847 wurde sie als Stadt gegründet. Das Postamt wurde am 13. März 1844 eingerichtet und 1886 geschlossen. Im Jahr 1848 wurde die Einwohnerzahl der Stadt auf etwa 50 und 1876 auf 60 geschätzt. Die Freimaurerloge wurde 1917 nach Pellyton verlegt.